# Reactivo de Mayer
El reactivo de Mayer se emplea para la caracterízación no específica de alcaloides. La mayoría de los alcaloides reaccionan dando un precipitado blanco o amarillo claro, amorfo o cristalino. El precipitado (una sal compleja) puede disolverse posteriormente en algún solvente menos polar para su identificación.

## Preparación
Se prepara disolviendo 1,358 g de cloruro mercúrico y 5,000 g de yoduro de potasio por cada 100,0 ml de agua destilada. De acuerdo a la siguiente fórmula, pero con un exceso de KI:
HgCl2 + 4 KI → K2[HgI4] + 2 KCl